# Vojaška policija
ČASTNO IN PREDANO!
VOJAŠKA POLICIJA (VP) je vojaška služba znotraj oboroženih sil. Po navadi ima vsak rod svojo vojaško policijo, razen če so celotne oborožene sile tako majhne, da to ni potrebno (kot primer pri SV). 
- Znak enote simbolizira pripadnost Sloveniji in vojaški policiji. Stilizirana uporaba zastave predstavlja Triglav, ki je simbol Slovenije in njene državnosti. Ostri robovi izražajo odločnost, trdnost in ostrino.

- Prvi vod vojaške policije je bil ustanovljen julija 1991. Maja 1992 se je vod preoblikoval v 107. četo vojaške policije, januarja 1998 pa je četa prerasla v 17. bataljon vojaške policije (17. BVP).

- Poleg sodelovanja na mednarodnih vojaških vajah je bila vojaška policija prva bojna enota SV, ki je sodelovala v NATO povojnih operacijah Joint Forge (SFOR - MSU) v Bosni in Hercegovini (od leta 1999 do leta 2005) ter Joint Guardian in Joint Enterprise (KFOR - MP) na Kosovu (od oktobra 2004 do aprila 2007).

VP skrbi za spoštovanje:
- vojnega prava,
- ustave,
- vojaških zakonov,
- civilnih zakonov.

## Naloge VP
- skrbi za vojaški red in disciplino
- varnost vojaškega prometa
- preprečuje, preiskuje in odkriva kazniva dejanja v vojski
- varovanje objektov in okolišev posebnega pomena za obrambo
- varovanje vojaških in civilnih oseb posebnega pomena za obrambo
- varovanje in spremstvo vojaških delegacij, konvojev, ...
- varovanje poveljstev in enot posebnega pomena za obrambo
- varnost vrhovnega poveljnika v vojnem stanju

## Pooblastila VP
Vojaška policija ima pod pogoji, ki so predpisani za policijo, pravico in pooblastila, da:
- opozarja ter ukazuje
- ugotavlja identiteto, napoti, vabi, privede, pridrži, omeji gibanje ali odvzame prostost
- opravlja varnostne in protiteroristične preglede, preglede prevoznih sredstev, prtljage ter objektov in njihovih okolišev, ki so posebnega pomena za obrambo
- zaseže predmete
- uporablja prisilna sredstva
- ureja in nadzoruje vojaški promet
- zbira obvestila, od oseb zahteva podatke in ugotavlja istovetnost oseb in predmetov.
- vojaška policija lahko pridrži vojaško osebo, ki pod vplivom alkohola ali psihotropnih snovi moti javni red in mir ali vojaško disciplino do iztreznitve, vendar ne več kot 24 ur

## Območje pristojnosti VP
- v objektih in okoliših, ki so posebnega pomena za obrambo
- na območju tabora, če je enota ali zavod izven vojašnice
- zoper vojaške osebe
- vojaška policija lahko uporablja vozila s prednostjo in vozila za spremstvo
- pri urejanju vojaškega prometa v javnem prometu in pri varovanju oseb po tem zakonu vojaška policija svoje delo usklajuje s policijo
- vojaška policija lahko ugotavlja istovetnost osebe, ki nosi uniformo ali dele uniforme Slovenske vojske, ne glede na to, kje se taka oseba nahaja, oziroma istovetnost voznika in potnikov, če uporabljajo vozilo z oznakami Slovenske vojske

## Ukrepanje vojaške policije
- Če vojaška policija v objektu ali okolišu, ki je posebnega pomena za obrambo, oziroma na območju tabora pri kaznivem dejanju ali nepooblaščenem zadrževanju zaloti civilno osebo, o tem obvesti policijo.
- Zoper tako osebo vojaška policija lahko uporabi le najnujnejše ukrepe in prisilna sredstva, da jo pridrži do prihoda policije oziroma uspešno odvrne napad na moštvo, osebe ali objekte in premoženje, ki jih varuje.

## Oborožitev VP
Trenutno ima vojaška policija na voljo naslednjo opremo:
- Opremo za javni red in mir, ki vsebuje čelado, neprebojni jopič, palico, ščitnike za goleni in ramena, ročni ščit itd.
- Sistem za prisilno ustavitev vozil
- Biometrični čitalec, ki je namenjen idenifikaciji oseb s pomočjo prstnih odtisov ali očesne mrežice
- Motorno kolo BMW 1150 RT, ki se uporablja za kontrolo prometa ali za spremstvo
- Sem spadajo še specializirana tovorna in osebna vozila, ter različna ročna orožja

## Specializirana enota vojaške policije
Specialnizirana enota vojaške policije (SEVP) izvaja najzahtevnejše naloge vojaške policije tako doma kot v tujini. 
Sestavljajo jo:
- poveljstvo,
- vod Posebne enote za specialno taktiko (PEST)
- oddelek kriminalistov
- oddelek proti bombne zaščite